# Santa Brígida (Hiszpania)
Santa Brígida – gmina w Hiszpanii, w prowincji Las Palmas, we wspólnocie autonomicznej Wysp Kanaryjskich, o powierzchni 23,81 km². W 2011 roku gmina liczyła 18 907 mieszkańców. Przedmieścia Las Palmas.